# Diefdijk (Vijfheerenlanden)
Diefdijk is een buurtschap in de gemeente Vijfheerenlanden in de Nederlandse provincie Utrecht.
Diefdijk dankt zijn naam aan de Diefdijk, even ten oosten van Schoonrewoerd. Deze dijk is een onderdeel van de Hollandse Waterlinie. Bij de buurtschap ligt het Wiel van Bassa.